# Chetro & Co.
Chetro & Co. foi um grupo italiano de rock progressivo ativo na década de 1970.

## História
Se Dedicato a... delle Stelle, di Mario Schifano o Ad Gloriam, do Le Orme são considerados os melhores álbum psicodélicos da produção italiana, decerto Danze della sera, do Chetro & Co. está entre os melhores singles psicodélicos nunca antes realizados na Itália. 
Esse duo de Roma realizou somente esse 45 rotações para a pequena etiqueta Parade, em 1968, com uma esplêndida capa que se abria em mais partes e, assim como Le Stelle tinham o artista Mario Schifano como o seu suporte mais importante. O Chetro & Co. foram assistidos pelo maestro Pier Paolo Pasolini cujos versos de uma poesia chamada Notturno foram usados como letras para Danze della sera.
Danze della sera e Le pietre numerate tiveram dois músicos ajudados pelo baixista Gianni Ripani e o baterista Gegè Munari. Ambos contêm particulares sonoridades de instrumentos incluindo arco e aerofone, que dão origem a um estilo hipnótico de derivação oriental..
Ambos os componentes apareceram também no único álbum de Leone Tieri em 1970. O guitarrista Gianfranco Coletta tocou com os irmãos Vittorio e Gianni Nocenzi na primeira formação do Banco del Mutuo Soccorso, e toca até hoje com Gli Alunni del Sole.
Coletta e De Carolis tocaram também com a Stanza della Musica no homônimo LP de 1978, um álbum que mesclava poesia e música prevalentemente acústica.

## Formação
- Ettore "Chetro" De Carolis (guitarra)
- Gianfranco Coletta (guitarra, voz)

## Discografia

### Singles
- 1968 - Danze della sera/Le pietre numerate (Parade, PRC 5053)